# Velký Rybník
Velký Rybník (německy Groß Rybnik) je obec v okrese Pelhřimov v Kraji Vysočina. Žije zde 202 obyvatel.

## Historie
První písemná zmínka o obci pochází z roku 1379.

## Obyvatelstvo
| Rok            | 1869 | 1880 | 1890 | 1900 | 1910 | 1921 | 1930 | 1950 | 1961 | 1970 | 1980 | 1991 | 2001 | 2011 | 2021 |
| -------------- | ---- | ---- | ---- | ---- | ---- | ---- | ---- | ---- | ---- | ---- | ---- | ---- | ---- | ---- | ---- |
| Počet obyvatel | 307  | 335  | 365  | 309  | 318  | 306  | 270  | 175  | 200  | 159  | 177  | 181  | 165  | 168  | 192  |
| Počet domů     | 44   | 45   | 52   | 52   | 50   | 55   | 55   | 76   | 46   | 42   | 46   | 43   | 48   | 61   | 77   |

## Obecní správa
Mezi lety 1869–1980 Velký Rybník byl obcí v okrese Pelhřimov. Od 1. července 1980 do 23. listopadu 1990 patřil jako čast města k Pelhřimovu a od 24. listopadu 1990 je opět samostatnou obcí. Od 1. dubna 1976 do 30. června 1980 k obci patřily Dehtáře.

### Obecní symboly
Znak a vlajka byly obci uděleny rozhodnutím předsedy Poslanecké sněmovny Parlamentu České republiky dne 25. března 2005.

## Pamětihodnosti
- Kaple sv. Jana Nepomuckého
- Pomník věnovaný občanům obce padlým v první světové válce